# Liga de Campeones de la Concacaf 2011-12
La Liga de Campeones de la Concacaf 2011-12 fue la cuarta edición en la historia de la Liga de Campeones de la Concacaf. Se disputó entre agosto de 2011 y abril de 2012. Se clasificarán ocho equipos directos a la fase de grupos (dos de los Estados Unidos, dos de México, y uno de Costa Rica, Panamá, Guatemala, y Honduras), mientras que 16 equipos jugarán una fase previa de clasificación. El campeón Monterrey se clasificará a la Copa Mundial de Clubes de la FIFA 2012. Se le concedieron 3 cupos a Honduras ya que el campeón de Belice, Belize Defence Force, no cumple los requisitos necesitados. Por otro lado, se reportó la participación del primer equipo sudamericano que disputa el principal torneo de clubes de la CONCACAF en más de 15 años, el club Alpha United de Guyana

## Equipos participantes
| País                   | Equipo                                                           | Vía de clasificación |
| ---------------------- | ---------------------------------------------------------------- | --- |
| Estados Unidos 4 cupos | Colorado Rapids Los Angeles Galaxy Seattle Sounders FC FC Dallas | Campeón de la MLS Cup 2010 Ganador de la MLS Supporters' Shield Campeón de la Lamar Hunt U.S. Open Cup 2010 Subcampeón de la MLS Cup 2010 |
| México 4 cupos         | Monterrey Pumas UNAM Santos M. de Morelia                        | Campeón del Torneo Apertura 2010 Campeón del Torneo Clausura 2011 Subcampeón del Torneo Apertura 2010 Subcampeón del Torneo Clausura 2011 |
| Honduras 3 cupos       | Real España Motagua Olimpia                                      | Campeón del Torneo Apertura 2010 Campeón del Torneo Clausura 2011 Subcampeón Torneos Apertura 2010 y Clausura 2011                        |
| Costa Rica 2 cupos     | Liga Deportiva Alajuelense Club Sport Herediano                  | Campeón General de la temporada 2010-2011 Subcampeón de la temporada 2010-2011                                                            |
| El Salvador 2 cupos    | Isidro Metapán Alianza FC                                        | Campeón del Torneo Apertura 2010 Campeón del Torneo Clausura 2011                                                                         |
| Guatemala 2 cupos      | Comunicaciones Municipal                                         | Campeón Apertura 2010 y Clausura 2011 Mejor clasificado de la Temporada 2010-2011                                                         |
| Panamá 2 cupos         | Tauro FC San Francisco FC                                        | Campeón del Torneo Apertura 2010 Campeón del Torneo Clausura 2011                                                                         |
| Canadá 1 cupo          | Toronto FC                                                       | Campeón del Campeonato Canadiense 2011 |
| Guyana 1 plazas        | Alpha United FC                                                  | Tercer lugar Campeonato de Clubes de la CFU 2011                                                                                          |
| Haití 1 plaza          | Tempête FC                                                       | Subcampeón Campeonato de Clubes de la CFU 2011                                                                                            |
| Nicaragua 1 cupo       | Real Estelí                                                      | Campeón general de la Temporada 2010-2011                                                                                                 |
| Puerto Rico 1 cupo     | Puerto Rico Islanders                                            | Campeón del Campeonato de Clubes de la CFU 2011                                                                                           |

### Localidad de los equipos
Distribución geográfica de las sedes de los equipos.

## Formato
De los 24 equipos calificados, 16 compitieron en la ronda preliminar y ocho desde la fase de grupos, el sorteo para el emparejamiento de grupos se realizó el 18 de mayo de 2011 en las oficinas de la Concacaf en la ciudad de Nueva York.
| Fase de grupos      | Fase de grupos     | Fase de grupos | Fase de grupos        |
| Tómbola A           | Tómbola A          | Tómbola B      | Tómbola B             |
| ------------------- | ------------------ | -------------- | --------------------- |
| Monterrey           | Los Angeles Galaxy | Alajuelense    | Comunicaciones        |
| Pumas U.N.A.M.      | Colorado Rapids    | Real España    | Tauro FC              |
| Fase preliminar     |                    |                |                       |
| Tómbola A           | Tómbola A          | Tómbola B      | Tómbola B             |
| Santos              | Toronto FC         | Alianza FC     | CSD Municipal         |
| Monarcas Morelia    | Herediano          | Olimpia        | Puerto Rico Islanders |
| FC Dallas           | Motagua            | San Francisco  | Tempête FC            |
| Seattle Sounders FC | Isidro Metapán     | Real Estelí    | Alpha United FC       |

## Primera fase
La primera fase es de eliminación directa. Los partidos de ida se jugarán el 26-28 de julio y los de vuelta del 2 al 4 de agosto, en caso de empate global se aplicará la regla de goles anotados de visitante, de persistir el empate se realizarán rondas de tiros penales.
Cabe destacar que en esta ronda, el equipo Tempête FC de Haití jugó los 2 partidos (ida y vuelta) en el Estadio Morelos, debido al terremoto que azotó Haití en enero de 2010.
| N.º | Local ida      | Resultado global | Local vuelta          | Ida | Vuelta |
| --- | -------------- | ---------------- | --------------------- | --- | ------ |
| 1   | Isidro Metapán | (v.) 3:3         | Puerto Rico Islanders | 2:0 | 1:3    |
| 2   | Motagua        | 4:2              | Municipal             | 4:0 | 0:2    |
| 3   | Alianza        | 0:2              | Dallas                | 0:1 | 0:1    |
| 4   | Santos Laguna  | 4:3              | Olimpia               | 3:1 | 1:2    |
| 5   | Toronto        | 4:2              | Real Estelí           | 2:1 | 2:1    |
| 6   | San Francisco  | 1:2              | Seattle Sounders      | 1:0 | 0:2    |
| 7   | Morelia        | 7:0              | Tempête               | 5:0 | 2:0    |
| 8   | Herediano      | 10:2             | Alpha United          | 8:0 | 2:2    |

## Fase de grupos
El sorteo para la fase de grupos se realizó en la ciudad de New York, sede de las instalaciones de la Concacaf, donde se sortearon las rondas eliminatorias así como los grupos para la competición.

### Grupo A
| Equipo             | Pts. | PJ | PG | PE | PP | GF | GC | Dif |
| ------------------ | ---- | -- | -- | -- | -- | -- | -- | --- |
| Morelia            | 12   | 6  | 4  | 0  | 2  | 11 | 5  | +6  |
| Los Angeles Galaxy | 12   | 6  | 4  | 0  | 2  | 8  | 4  | +4  |
| Alajuelense        | 12   | 6  | 4  | 0  | 2  | 8  | 6  | +2  |
| Motagua            | 0    | 6  | 0  | 0  | 6  | 2  | 14 | -12 |

| Fecha            | Lugar       | Local              | Resultado | Visitante          |
| ---------------- | ----------- | ------------------ | --------- | ------------------ |
| 16 de agosto     | Carson      | Los Angeles Galaxy | 2:0       | Motagua            |
| 16 de agosto     | Alajuela    | Alajuelense        | 1:0       | Monarcas Morelia   |
| 25 de agosto     | Carson      | Los Angeles Galaxy | 2:0       | Alajuelense        |
| 25 de agosto     | Morelia     | Monarcas Morelia   | 4:0       | Motagua            |
| 13 de septiembre | Morelia     | Monarcas Morelia   | 2:1       | Los Angeles Galaxy |
| 15 de septiembre | Tegucigalpa | Motagua            | 2:4       | Alajuelense        |
| 21 de septiembre | Alajuela    | Alajuelense        | 1:0       | Los Angeles Galaxy |
| 22 de septiembre | Tegucigalpa | Motagua            | 0:2       | Monarcas Morelia   |
| 28 de septiembre | Carson      | Los Angeles Galaxy | 2:1       | Monarcas Morelia   |
| 29 de septiembre | Alajuela    | Alajuelense        | 1:0       | Motagua            |
| 18 de octubre    | Morelia     | Monarcas Morelia   | 2:1       | Alajuelense        |
| 20 de octubre    | Tegucigalpa | Motagua            | 0:1       | Los Angeles Galaxy |

### Grupo B
| Equipo          | Pts. | PJ | PG | PE | PP | GF | GC | Dif |
| --------------- | ---- | -- | -- | -- | -- | -- | -- | --- |
| Santos Laguna   | 13   | 6  | 4  | 1  | 1  | 16 | 6  | +10 |
| Isidro Metapán  | 9    | 6  | 3  | 0  | 3  | 10 | 15 | -5  |
| Colorado Rapids | 7    | 6  | 2  | 1  | 3  | 9  | 12 | -3  |
| Real España     | 5    | 6  | 1  | 2  | 3  | 9  | 11 | -2  |

| Fecha            | Lugar          | Local           | Resultado | Visitante       |
| ---------------- | -------------- | --------------- | --------- | --------------- |
| 16 de agosto     | Torreón        | Santos Laguna   | 3:2       | Real España     |
| 17 de agosto     | Commerce City  | Colorado Rapids | 3:2       | Isidro Metapán  |
| 23 de agosto     | San Pedro Sula | Real España     | 1:1       | Colorado Rapids |
| 24 de agosto     | Metapán        | Isidro Metapán  | 2:0       | Santos Laguna   |
| 13 de septiembre | San Pedro Sula | Real España     | 1:2       | Isidro Metapán  |
| 13 de septiembre | Commerce City  | Colorado Rapids |           | Santos Laguna   |
| 21 de septiembre | Commerce City  | Colorado Rapids | 1:2       | Real España     |
| 22 de septiembre | Torreón        | Santos Laguna   | 6:0       | Isidro Metapán  |
| 28 de septiembre | San Pedro Sula | Real España     | 1:1       | Santos Laguna   |
| 28 de septiembre | Metapán        | Isidro Metapán  | 1:3       | Colorado Rapids |
| 19 de octubre    | Torreón        | Santos Laguna   | 2:0       | Colorado Rapids |
| 20 de octubre    | Metapán        | Isidro Metapán  | 3:2       | Real España     |

### Grupo C
| Equipo     | Pts. | PJ | PG | PE | PP | GF | GC | Dif |
| ---------- | ---- | -- | -- | -- | -- | -- | -- | --- |
| Pumas UNAM | 11   | 6  | 3  | 2  | 1  | 8  | 2  | 6   |
| Toronto    | 10   | 6  | 3  | 1  | 2  | 17 | 4  | 13  |
| Dallas     | 7    | 6  | 2  | 1  | 3  | 6  | 11 | -5  |
| Tauro      | 5    | 6  | 1  | 2  | 3  | 7  | 8  | -1  |

| Fecha            | Lugar            | Local      | Resultado | Visitante  |
| ---------------- | ---------------- | ---------- | --------- | ---------- |
| 17 de agosto     | Ciudad de México | Pumas UNAM | 0:1       | Dallas     |
| 18 de agosto     | Ciudad de Panamá | Tauro      | 1:2       | Toronto    |
| 24 de agosto     | Toronto          | Toronto    | 0:1       | Dallas     |
| 25 de agosto     | Ciudad de Panamá | Tauro      | 0:0       | Pumas UNAM |
| 14 de septiembre | Frisco           | Dallas     | 1:1       | Tauro      |
| 14 de septiembre | Ciudad de México | Pumas UNAM | 4:0       | Toronto    |
| 20 de septiembre | Toronto          | Toronto    | 1:0       | Tauro      |
| 21 de septiembre | Frisco           | Dallas     | 0:2       | Pumas UNAM |
| 27 de septiembre | Toronto          | Toronto    | 0:0       | Pumas UNAM |
| 28 de septiembre | Ciudad de Panamá | Tauro      | 5:3       | Dallas     |
| 18 de octubre    | Frisco           | Dallas     | 0:3       | Toronto    |
| 19 de octubre    | Ciudad de México | Pumas UNAM | 1:0       | Tauro      |

### Grupo D
| Equipo           | Pts | PJ | PG | PE | PP | GF | GC | Dif |
| ---------------- | --- | -- | -- | -- | -- | -- | -- | --- |
| Monterrey        | 12  | 6  | 4  | 0  | 2  | 10 | 4  | +6  |
| Seattle Sounders | 10  | 6  | 3  | 1  | 2  | 10 | 5  | +5  |
| Comunicaciones   | 7   | 6  | 2  | 1  | 3  | 8  | 13 | -5  |
| Herediano        | 6   | 6  | 2  | 0  | 4  | 6  | 11 | -5  |

| Fecha            | Lugar               | Local            | Resultado | Visitante        |
| ---------------- | ------------------- | ---------------- | --------- | ---------------- |
| 16 de agosto     | Seattle             | Seattle Sounders | 4:1       | Comunicaciones   |
| 17 de agosto     | Heredia             | Herediano        | 0:5       | Monterrey        |
| 23 de agosto     | Monterrey           | Monterrey        | 0:2       | Seattle Sounders |
| 23 de agosto     | Ciudad de Guatemala | Comunicaciones   | 2:0       | Herediano        |
| 14 de septiembre | Heredia             | Herediano        | 1:3       | Seattle Sounders |
| 14 de septiembre | Ciudad de Guatemala | Comunicaciones   | 1:0       | Monterrey        |
| 20 de septiembre | Monterrey           | Monterrey        | 3:1       | Comunicaciones   |
| 20 de septiembre | Seattle             | Seattle Sounders | 0:1       | Herediano        |
| 27 de septiembre | Ciudad de Guatemala | Comunicaciones   | 0:0       | Seattle Sounders |
| 27 de septiembre | Monterrey           | Monterrey        | 1:0       | Herediano        |
| 18 de octubre    | Seattle             | Seattle Sounders | 0:1       | Monterrey        |
| 19 de octubre    | Heredia             | Herediano        | 4:1       | Comunicaciones   |

## Fase final
Los 8 equipos calificados se enfrentaron en series de ida y vuelta, la única restricción para esta fase era que no se podían enfrentar los equipos que ya había jugado entre sí en la fase de grupos. Los cuartos de final se jugaron en marzo de 2012. El sorteo se llevó a cabo el 8 de noviembre.
| Equipos Calificados | Equipos Calificados | Equipos Calificados | Equipos Calificados |
| Primeros Lugares    | Primeros Lugares    | Segundos Lugares    | Segundos Lugares    |
| ------------------- | ------------------- | ------------------- | ------------------- |
| Santos Laguna       | Los Angeles Galaxy  | Morelia             | Isidro Metapán      |
| Pumas UNAM          | Monterrey           | Toronto             | Seattle Sounders    |

|  | Cuartos de final                                                 | Cuartos de final                                                 | Cuartos de final                                                 | Cuartos de final                                                 | Cuartos de final                                                 |   |    | Semifinales                                           | Semifinales                                           | Semifinales                                           | Semifinales                                           | Semifinales                                           |  |    | Final                                                  | Final                                                  | Final                                                  | Final                                                  | Final                                                  |  |
|  | 6 al 8 de marzo de 2012 (ida) 13 al 15 de marzo de 2012 (vuelta) | 6 al 8 de marzo de 2012 (ida) 13 al 15 de marzo de 2012 (vuelta) | 6 al 8 de marzo de 2012 (ida) 13 al 15 de marzo de 2012 (vuelta) | 6 al 8 de marzo de 2012 (ida) 13 al 15 de marzo de 2012 (vuelta) | 6 al 8 de marzo de 2012 (ida) 13 al 15 de marzo de 2012 (vuelta) |   |    | 28 de marzo de 2012 (ida) 4 de abril de 2012 (vuelta) | 28 de marzo de 2012 (ida) 4 de abril de 2012 (vuelta) | 28 de marzo de 2012 (ida) 4 de abril de 2012 (vuelta) | 28 de marzo de 2012 (ida) 4 de abril de 2012 (vuelta) | 28 de marzo de 2012 (ida) 4 de abril de 2012 (vuelta) |  |    | 18 de abril de 2012 (ida) 25 de abril de 2012 (vuelta) | 18 de abril de 2012 (ida) 25 de abril de 2012 (vuelta) | 18 de abril de 2012 (ida) 25 de abril de 2012 (vuelta) | 18 de abril de 2012 (ida) 25 de abril de 2012 (vuelta) | 18 de abril de 2012 (ida) 25 de abril de 2012 (vuelta) |  |
|  |                                                                  |                                                                  |                                                                  |                                                                  |                                                                  |   |    |                                                       |                                                       |                                                       |                                                       |                                                       |  |    |                                                        |                                                        |                                                        |                                                        |                                                        |  |
|  |                                                                  |                                                                  |                                                                  |                                                                  |                                                                  |   |    |                                                       |                                                       |                                                       |                                                       |                                                       |  |    |                                                        |                                                        |                                                        |                                                        |                                                        |  |
|  | 1A                                                               | Morelia                                                          | 1                                                                | 1                                                                | 2                                                                |   |    |                                                       |                                                       |                                                       |                                                       |                                                       |  |    |                                                        |                                                        |                                                        |                                                        |                                                        |  |
|  | 1A                                                               | Morelia                                                          | 1                                                                | 1                                                                | 2                                                                |   |    |                                                       |                                                       |                                                       |                                                       |                                                       |  |    |                                                        |                                                        |                                                        |                                                        |                                                        |  |
|  | 1D                                                               | Monterrey                                                        | 3                                                                | 4                                                                | 7                                                                |   |    |                                                       |                                                       |                                                       |                                                       |                                                       |  |    |                                                        |                                                        |                                                        |                                                        |                                                        |  |
|  | 1D                                                               | Monterrey                                                        | 3                                                                | 4                                                                | 7                                                                |   | 1D | Monterrey                                             | 3                                                     | 1                                                     | 4                                                     |                                                       |  |    |                                                        |                                                        |                                                        |                                                        |                                                        |  |
|  |                                                                  |                                                                  |                                                                  |                                                                  |                                                                  |   | 1D | Monterrey                                             | 3                                                     | 1                                                     | 4                                                     |                                                       |  |    |                                                        |                                                        |                                                        |                                                        |                                                        |  |
|  |                                                                  |                                                                  | 1C                                                               | Pumas UNAM                                                       | 0                                                                | 1 | 1  |                                                       |                                                       |                                                       |                                                       |                                                       |  |    |                                                        |                                                        |                                                        |                                                        |                                                        |  |
|  | 2B                                                               | Isidro Metapán                                                   | 1C                                                               | Pumas UNAM                                                       | 0                                                                | 1 | 1  | 2                                                     | 0                                                     | 2                                                     |                                                       |                                                       |  |    |                                                        |                                                        |                                                        |                                                        |                                                        |  |
|  | 2B                                                               | Isidro Metapán                                                   |                                                                  |                                                                  |                                                                  |   |    |                                                       |                                                       | 2                                                     |                                                       |                                                       |  |    |                                                        |                                                        |                                                        |                                                        |                                                        |  |
|  | 1C                                                               | Pumas UNAM                                                       | 1                                                                | 8                                                                | 9                                                                |   |    |                                                       |                                                       |                                                       |                                                       |                                                       |  |    |                                                        |                                                        |                                                        |                                                        |                                                        |  |
|  | 1C                                                               | Pumas UNAM                                                       | 1                                                                | 8                                                                | 9                                                                |   |    |                                                       |                                                       |                                                       |                                                       |                                                       |  | 1D | Monterrey                                              | 2                                                      | 1                                                      | 3                                                      |                                                        |  |
|  |                                                                  |                                                                  |                                                                  |                                                                  |                                                                  |   |    |                                                       |                                                       |                                                       |                                                       |                                                       |  | 1D | Monterrey                                              | 2                                                      | 1                                                      | 3                                                      |                                                        |  |
|  |                                                                  |                                                                  | 1B                                                               | Santos Laguna                                                    | 0                                                                | 2 | 2  |                                                       |                                                       |                                                       |                                                       |                                                       |  |    |                                                        |                                                        |                                                        |                                                        |                                                        |  |
|  | 2C                                                               | Toronto                                                          | 1B                                                               | Santos Laguna                                                    | 0                                                                | 2 | 2  | 2                                                     | 2                                                     | 4                                                     |                                                       |                                                       |  |    |                                                        |                                                        |                                                        |                                                        |                                                        |  |
|  | 2C                                                               | Toronto                                                          |                                                                  |                                                                  |                                                                  |   |    |                                                       |                                                       | 4                                                     |                                                       |                                                       |  |    |                                                        |                                                        |                                                        |                                                        |                                                        |  |
|  | 2A                                                               | Los Angeles Galaxy                                               | 2                                                                | 1                                                                | 3                                                                |   |    |                                                       |                                                       |                                                       |                                                       |                                                       |  |    |                                                        |                                                        |                                                        |                                                        |                                                        |  |
|  | 2A                                                               | Los Angeles Galaxy                                               | 2                                                                | 1                                                                | 3                                                                |   | 2C | Toronto                                               | 1                                                     | 2                                                     | 3                                                     |                                                       |  |    |                                                        |                                                        |                                                        |                                                        |                                                        |  |
|  |                                                                  |                                                                  |                                                                  |                                                                  |                                                                  |   | 2C | Toronto                                               | 1                                                     | 2                                                     | 3                                                     |                                                       |  |    |                                                        |                                                        |                                                        |                                                        |                                                        |  |
|  |                                                                  |                                                                  | 1B                                                               | Santos Laguna                                                    | 1                                                                | 6 | 7  |                                                       |                                                       |                                                       |                                                       |                                                       |  |    |                                                        |                                                        |                                                        |                                                        |                                                        |  |
|  | 2D                                                               | Seattle Sounders                                                 | 1B                                                               | Santos Laguna                                                    | 1                                                                | 6 | 7  | 1                                                     | 0                                                     | 1                                                     |                                                       |                                                       |  |    |                                                        |                                                        |                                                        |                                                        |                                                        |  |
|  | 2D                                                               | Seattle Sounders                                                 |                                                                  |                                                                  |                                                                  |   |    |                                                       |                                                       | 1                                                     |                                                       |                                                       |  |    |                                                        |                                                        |                                                        |                                                        |                                                        |  |
|  | 1B                                                               | Santos Laguna                                                    | 1                                                                | 6                                                                | 7                                                                |   |    |                                                       |                                                       |                                                       |                                                       |                                                       |  |    |                                                        |                                                        |                                                        |                                                        |                                                        |  |
|  | 1B                                                               | Santos Laguna                                                    | 1                                                                | 6                                                                | 7                                                                |   |    |                                                       |                                                       |                                                       |                                                       |                                                       |  |    |                                                        |                                                        |                                                        |                                                        |                                                        |  |
|  |                                                                  |                                                                  |                                                                  |                                                                  |                                                                  |   |    |                                                       |                                                       |                                                       |                                                       |                                                       |  |    |                                                        |                                                        |                                                        |                                                        |                                                        |  |

## Cuartos de final

### Monterrey - Monarcas Morelia
| 6 de marzo de 2012 | Monarcas Morelia | 1:3 (0:2) | Monterrey                            | Estadio Morelos, Morelia                                                        |                                                                                 |
|                    | Huiqui 59'       | Reporte   | Suazo 28' (pen.) 43' · Carreño 90+1' | Asistencia: 14,951 espectadores Árbitro(s): Francisco Chacón Gutiérrez (México) | Asistencia: 14,951 espectadores Árbitro(s): Francisco Chacón Gutiérrez (México) |

| 13 de marzo de 2012 | Monterrey                                           | 4:1 (1:0) | Monarcas Morelia     | Estadio Tecnológico, Monterrey                                             |                                                                            |
|                     | Suazo 44' (pen.) 70' · Pérez 60' (pen.) · Ayoví 82' | Reporte   | Sepúlveda 77' (pen.) | Asistencia: 33,000 espectadores Árbitro(s): Roberto García Orozco (México) | Asistencia: 33,000 espectadores Árbitro(s): Roberto García Orozco (México) |

### Santos Laguna - Seattle Sounders FC
| 7 de marzo de 2012 | Seattle Sounders FC     | 2:1 (1:0) | Santos Laguna | CenturyLink Field, Seattle                                              |                                                                         |
|                    | Estrada 11' · Evans 63' | Reporte   | Gómez 60'     | Asistencia: 23,433 espectadores Árbitro(s): Walter Quesada (Costa Rica) | Asistencia: 23,433 espectadores Árbitro(s): Walter Quesada (Costa Rica) |

| 14 de marzo de 2012 | Santos Laguna                                          | 6:1 (2:1) | Seattle Sounders FC | Nuevo Estadio Corona, Torreón                                          |                                                                        |
|                     | Suárez 8' 76' · Peralta 9' · Gómez 49' 67' · Ochoa 81' | Reporte   | Fernández 36'       | Asistencia: 14,278 espectadores Árbitro(s): Joel Aguilar (El Salvador) | Asistencia: 14,278 espectadores Árbitro(s): Joel Aguilar (El Salvador) |

### Los Angeles Galaxy - Toronto FC
| 7 de marzo de 2012 | Toronto FC              | 2:2 (2:1) | Los Angeles Galaxy      | Rogers Centre, Toronto                                                  |                                                                         |
|                    | Johnson 12' · Silva 17' | Reporte   | Magee 29' · Donovan 88' | Asistencia: 47,568 espectadores Árbitro(s): Courtney Campbell (Jamaica) | Asistencia: 47,568 espectadores Árbitro(s): Courtney Campbell (Jamaica) |

| 14 de marzo de 2012 | Los Angeles Galaxy | 1:2 (0:0) | Toronto FC                | The Home Depot Center, Carson                                      |                                                                    |
|                     | Harden 55' (a.g.)  | Reporte   | Johnson 34' · Soolsma 67' | Asistencia: 7,500 espectadores Árbitro(s): Roberto Moreno (Panamá) | Asistencia: 7,500 espectadores Árbitro(s): Roberto Moreno (Panamá) |

### Universidad Nacional - Isidro Metapan
| 8 de marzo de 2012 | Isidro Metapán | 2:1 (1:0) | Club Universidad Nacional | Estadio Jorge "Calero" Suárez, Metapán                              |                                                                     |
|                    | Blanco 27' 49' | Reporte   | Herrera 66'               | Asistencia: 4,131 espectadores Árbitro(s): Walter López (Guatemala) | Asistencia: 4,131 espectadores Árbitro(s): Walter López (Guatemala) |

| 15 de marzo de 2012 | Club Universidad Nacional                                                                              | 8:0 (3:0) | Isidro Metapán | Estadio Olímpico Universitario, Ciudad de México                        |                                                                         |
|                     | Escobar 25' (a.g.) · Herrera 26' 62' · Velarde 39' · Bravo 53' · García 68' · Espinosa 73' · Cacho 88' | Reporte   |                | Asistencia: 7,800 espectadores Árbitro(s): Mark Geiger (Estados Unidos) | Asistencia: 7,800 espectadores Árbitro(s): Mark Geiger (Estados Unidos) |

## Semifinales

### Santos Laguna - Toronto FC
| 28 de marzo de 2012 | Toronto FC | 1:1 (1:1) | Santos Laguna | BMO Field, Toronto                                                            |                                                                               |
|                     | Aceval 37' | Reporte   | Gómez 30'     | Asistencia: 18,950 espectadores Árbitro(s): Ricardo Salazar, (Estados Unidos) | Asistencia: 18,950 espectadores Árbitro(s): Ricardo Salazar, (Estados Unidos) |

| 4 de abril de 2012 | Santos Laguna                                                                   | 6:2 (2:2) | Toronto FC    | Estadio TSM Corona, Torreón                                        |                                                                    |
|                    | Gómez 30' 45+1' · Rodríguez 55' (pen.) 63' (pen.) · Peralta 66' · Ludueña 90+2' | Reporte   | Plata 14' 42' | Asistencia: 26,843 espectadores Árbitro(s): José Pineda (Honduras) | Asistencia: 26,843 espectadores Árbitro(s): José Pineda (Honduras) |

### Universidad Nacional - Monterrey
| 28 de marzo de 2012 | Monterrey                       | 3:0 (1:0) | Club Universidad Nacional | Estadio Tecnológico, Monterrey                                                   |                                                                                  |
|                     | Morales 7' · De Nigris 60', 72' | Reporte   |                           | Asistencia: 26,716 espectadores Árbitro(s): José Alfredo Peñaloza Soto, (México) | Asistencia: 26,716 espectadores Árbitro(s): José Alfredo Peñaloza Soto, (México) |

| 4 de abril de 2012 | Club Universidad Nacional | 1:1 (0:1) | Monterrey | Estadio Olímpico Universitario, Ciudad de México                                    |                                                                                     |
|                    | García 71'                | Reporte   | Reyna 34' | Asistencia: 7,300 espectadores Árbitro(s): Mauricio Rafael Morales Ovalle, (México) | Asistencia: 7,300 espectadores Árbitro(s): Mauricio Rafael Morales Ovalle, (México) |

## Final

### Santos Laguna -  Monterrey
| 18 de abril de 2012 | Monterrey     | 2:0 (0:0) | Santos Laguna | Estadio Tecnológico, Monterrey, Nuevo León                                       |                                                                                  |
|                     | Suazo 60' 86' | Reporte   |               | Asistencia: 29,300 espectadores Árbitro(s): Francisco Chacón Gutiérrez, (México) | Asistencia: 29,300 espectadores Árbitro(s): Francisco Chacón Gutiérrez, (México) |

|  |  |

| MONTERREY:             |    |                    |            |     |
|                        |    |                    |            |     |
| GK                     | 1  | Jonathan Orozco    |            |     |
| DF                     | 15 | José María Basanta |            |     |
| DF                     | 4  | Ricardo Osorio     |            |     |
| DF                     | 24 | Sergio Pérez       |            |     |
| DF                     | 5  | Darvin Chávez      |            |     |
| MF                     | 8  | Luis Ernesto Pérez |            |     |
| MF                     | 18 | Neri Cardozo       | 10'        | 71' |
| MF                     | 17 | Jesús Zavala       |            | 58' |
| FW                     | 9  | Aldo de Nigris     | 89'        |     |
| FW                     | 26 | Humberto Suazo     | 3' 60' 86' |     |
| FW                     | 11 | Ángel Reyna        |            |     |
| Sustituciones:         |    |                    |            |     |
| FW                     | 13 | Abraham Carreño    | 58'        |     |
| MF                     | 20 | Walter Ayoví       | 71'        |     |
| DF                     | 6  | Héctor Morales     | 89'        |     |
| Entrenador:            |    |                    |            |     |
| Víctor Manuel Vucetich |    |                    |            |     |

| SANTOS LAGUNA:   |    |                        |     |     |
|                  |    |                        |     |     |
| GK               | 1  | Oswaldo Sánchez        |     |     |
| DF               | 5  | Aarón Galindo          |     |     |
| DF               | 23 | Felipe Baloy           | 40' |     |
| DF               | 20 | Osmar Mares            | 73' |     |
| DF               | 4  | Iván Estrada           |     |     |
| MF               | 8  | Juan Pablo Rodríguez   |     |     |
| MF               | 6  | Marc Crosas            | 87' |     |
| MF               | 13 | Christian Suárez       |     |     |
| MF               | 3  | Carlos Darwin Quintero | 82' |     |
| FW               | 37 | Cándido Ramírez        | 62' |     |
| FW               | 15 | Hérculez Gómez         |     |     |
| Sustituciones:   |    |                        |     |     |
| MF               | 77 | Carlos Adrián Morales  | 62' |     |
| MF               | 10 | Daniel Ludueña         | 82' |     |
| MF               | 77 | Rodolfo Salinas        | 87' | 87' |
| Entrenador:      |    |                        |     |     |
| Benjamín Galindo |    |                        |     |     |

| Árbitros Asistentes: Marvin Torrentera Marcos Huitrón Cuarto Árbitro: Ricardo Arellano |

| 25 de abril de 2012 | Santos Laguna               | 2:1 (1:0) | Monterrey   | Estadio TSM Corona, Torreón, Coahuila      |                                            |
|                     | Ludueña 45+2' · Peralta 50' | Reporte   | Cardozo 82' | Árbitro(s): Roberto García Orozco (México) | Árbitro(s): Roberto García Orozco (México) |

| Trofeo de la CONCACAF Liga de Campeones |
| Campeón Monterrey                       |
| Segundo título                          |

## Goleadores
| Jugador          | Equipo         | Goles |
| ---------------- | -------------- | ----- |
| Humberto Suazo   | Monterrey      | 7     |
| Oribe Peralta    | Santos Laguna  | 7     |
| Hérculez Gómez   | Santos Laguna  | 6     |
| Joao Plata       | Toronto FC     | 6     |
| Jorge Barbosa    | Herediano      | 6     |
| Christian Suárez | Santos Laguna  | 5     |
| Darío Carreño    | Monterrey      | 5     |
| Ryan Johnson     | Toronto FC     | 5     |
| Aldo de Nigris   | Monterrey      | 4     |
| Darwin Quintero  | Santos Laguna  | 4     |
| Paolo Suárez     | Isidro Metapán | 4     |

## Estadísticas
| Equipo | Equipo                     | Pts | PJ | PG | PE | PP | GF | GC | Dif | Rend   |
| ------ | -------------------------- | --- | -- | -- | -- | -- | -- | -- | --- | ------ |
| 1      | Monterrey                  | 25  | 12 | 8  | 1  | 3  | 25 | 9  | 16  | 69.4%  |
| 2      | Santos Laguna              | 23  | 12 | 7  | 2  | 3  | 35 | 15 | 20  | 63.8%  |
| 3      | Pumas de la UNAM           | 15  | 10 | 4  | 3  | 3  | 18 | 8  | 10  | 50.0%  |
| 4      | Toronto FC                 | 15  | 10 | 4  | 3  | 3  | 15 | 17 | -2  | 50.0%  |
| 5      | Los Angeles Galaxy         | 13  | 8  | 4  | 1  | 3  | 11 | 8  | 3   | 54.16% |
| 6      | Seattle Sounders           | 13  | 8  | 4  | 1  | 3  | 13 | 14 | -1  | 54.16% |
| 7      | Monarcas Morelia           | 12  | 8  | 4  | 0  | 4  | 13 | 12 | 1   | 50.0%  |
| 8      | Isidro Metapán             | 12  | 8  | 4  | 0  | 4  | 12 | 24 | -12 | 50.0%  |
| 9      | Liga Deportiva Alajuelense | 12  | 6  | 4  | 0  | 2  | 8  | 6  | 2   | 66.6%  |
| 10     | Colorado Rapids            | 7   | 6  | 2  | 1  | 3  | 9  | 12 | -3  | 38.8%  |
| 11     | Comunicaciones             | 7   | 6  | 2  | 1  | 3  | 8  | 13 | -5  | 38.8%  |
| 12     | FC Dallas                  | 7   | 6  | 2  | 1  | 3  | 6  | 11 | -5  | 38.8%  |
| 13     | Herediano                  | 6   | 6  | 2  | 0  | 4  | 6  | 11 | -5  | 33.3%  |
| 14     | Tauro FC                   | 5   | 6  | 1  | 2  | 3  | 7  | 8  | -1  | 27.7%  |
| 15     | Real España                | 5   | 6  | 1  | 2  | 3  | 9  | 11 | -2  | 27.7%  |
| 16     | Motagua                    | 3   | 6  | 1  | 0  | 5  | 2  | 14 | -12 | 27.0%  |
| 17     | Puerto Rico Islanders      | 3   | 2  | 1  | 0  | 1  | 3  | 3  | 0   | 50.0%  |
| 18     | Olimpia                    | 3   | 2  | 1  | 0  | 1  | 3  | 4  | -1  | 50.0%  |
| 19     | San Francisco              | 3   | 2  | 1  | 0  | 1  | 1  | 2  | -1  | 50.0%  |
| 20     | Municipal                  | 3   | 2  | 1  | 0  | 1  | 2  | 4  | -2  | 50.0%  |
| 21     | Alpha United FC            | 1   | 2  | 0  | 1  | 1  | 2  | 10 | -8  | 16.6%  |
| 22     | Real Estelí                | 0   | 2  | 0  | 0  | 2  | 2  | 4  | -2  | 0.0%   |
| 23     | Alianza                    | 0   | 2  | 0  | 0  | 2  | 0  | 2  | -2  | 0.0%   |
| 24     | Tempête FC                 | 0   | 2  | 0  | 0  | 2  | 0  | 7  | -7  | 0.0%   |